# 橡皮筋

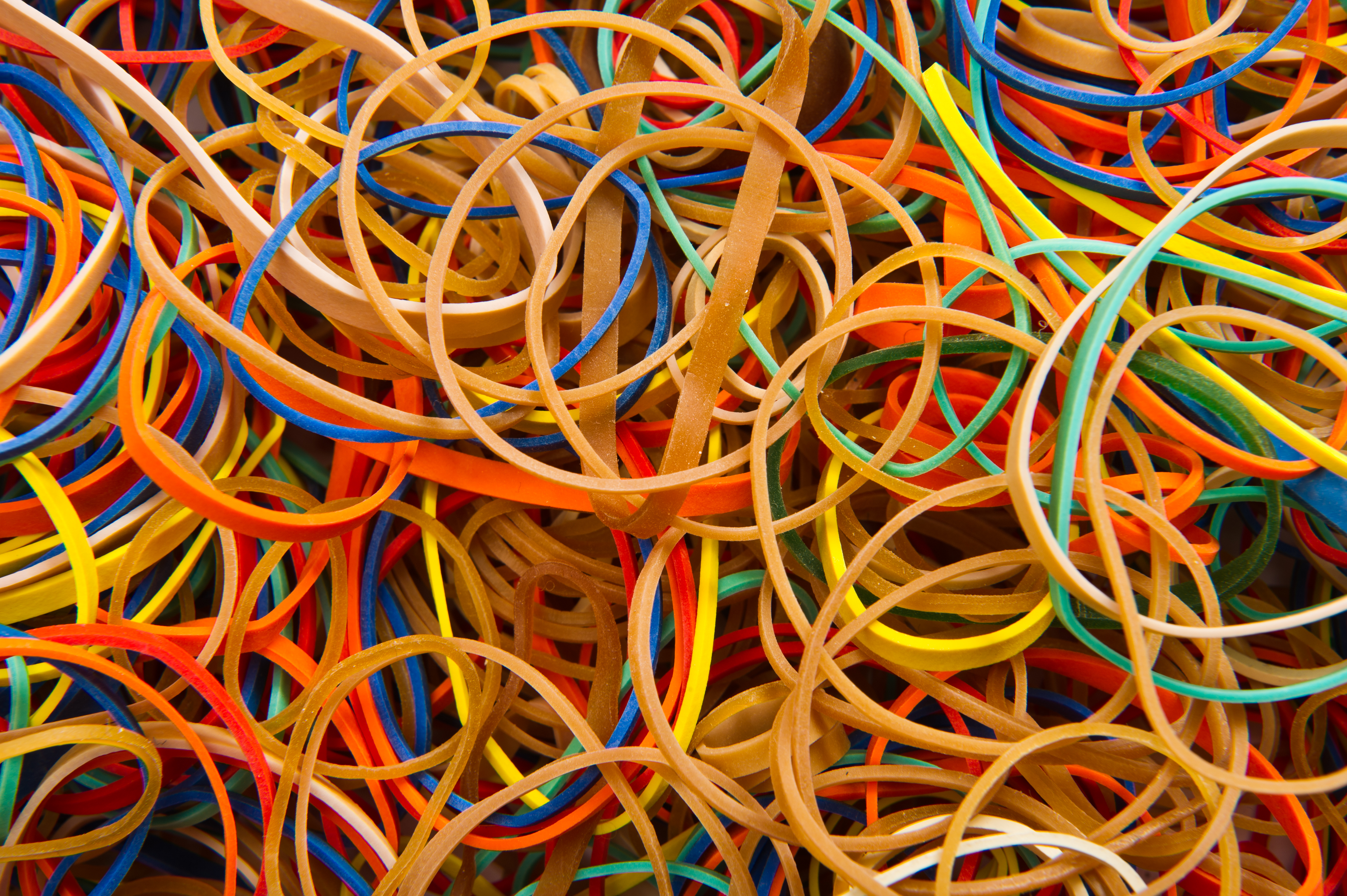
不同颜色和大小的橡皮筋

橡皮筋，簡稱橡筋，是一種用橡膠與乳膠作成的短圈，一般用來把東西綁在一起。英國一家橡膠工廠的老闆史蒂芬•派瑞於1845年發明了橡皮筋。橡皮筋是一種環形的物體，相比起萬字夾更加耐用，可以將許多物體鞏固在一起。橡皮筋是以橡膠和其他材料混合製成的。橡皮筋目前被廣泛運用在日常生活中，有各種不同的尺寸。

## 製造
橡皮筋由橡膠與乳膠製成。首先，橡膠會加上一些染色粉放入攪拌機中攪拌使橡膠顏色均勻，接著放入碾壓機碾壓成扁平狀，然後放入碾平機中碾成薄膜狀，再來壓擠成長形的圓柱體，丟入吹風機裡吹成空心的直筒狀，送到高溫蒸汽機裡固化橡膠，最後放進高速切割機中切割橡膠變成一個又一個的橡皮筋。

## 原料
儘管其他橡膠製品可能使用合成橡膠來製作，但由於天然橡膠的彈性較為優良，所以橡皮筋主要是使用天然橡膠來製作。
天然橡膠來自於從橡膠樹的樹皮上開孔取出來的乳膠。橡膠樹屬於大戟家族(大戟科)並且分布在熱帶區域。一旦橡膠已被開採且暴露在空氣中時，橡膠將會開始變硬且有彈性。橡膠樹只生長於熱帶如赤道附近的潮濕氣候地區，所以多數的橡膠都產自於東南亞國家的馬來西亞、泰國和印尼等地。

## 尺寸

### 測量

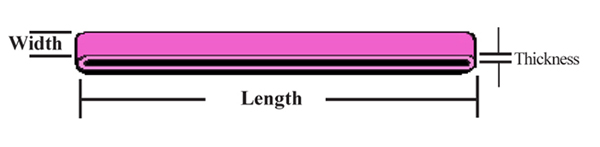
橡皮筋的測量

每條橡皮筋都具備著3種測量方式：長度、寬度以及厚度(如圖)。
橡皮筋的長度為其圓周的一半；寬度為其一邊至另一邊的距離；厚度為其內圓至外圓的距離。
長形圓柱體的橡膠被切成薄片成為橡皮筋之前，其寬度由每一段要被切割多遠的長度部分來做決定。

### 尺寸號碼
| 橡皮筋尺寸 |             |             |             |
| 尺寸       | 長度 (英寸) | 寬度 (英寸) | 厚度 (英寸) |
| 10         | 1.25        | 1/16        | 1/32        |
| 12         | 1.75        | 1/16        | 1/32        |
| 14         | 2           | 1/16        | 1/32        |
| 31         | 2.5         | 1/8         | 1/32        |
| 32         | 3           | 1/8         | 1/32        |
| 33         | 3.5         | 1/8         | 1/32        |
| 61         | 2           | 1/4         | 1/32        |
| 62         | 2.5         | 1/4         | 1/32        |
| 63         | 3           | 1/4         | 1/32        |
| 64         | 3.5         | 1/4         | 1/32        |
| 117        | 7           | 1/16        | 1/32        |

## 熱力學
溫度以一種很奇特的方式在影響著橡皮筋的彈性。加熱橡皮筋會使其收縮，冷卻則是會使其伸長。
將橡皮筋拉長會使其放熱，然而當把它從拉長的狀態放開之後，橡皮筋會吸熱，從而導致其周遭的溫度降低。之所以有此種效應是由於在較為纏繞因此具備較多的微观状态的無伸長狀態之下會有較多的熵。也就是說，在橡皮筋恢復成原狀的情況下，因為其熵較多的緣故，所以系統傾向於將熱能轉化為功。

## 紅橡皮筋

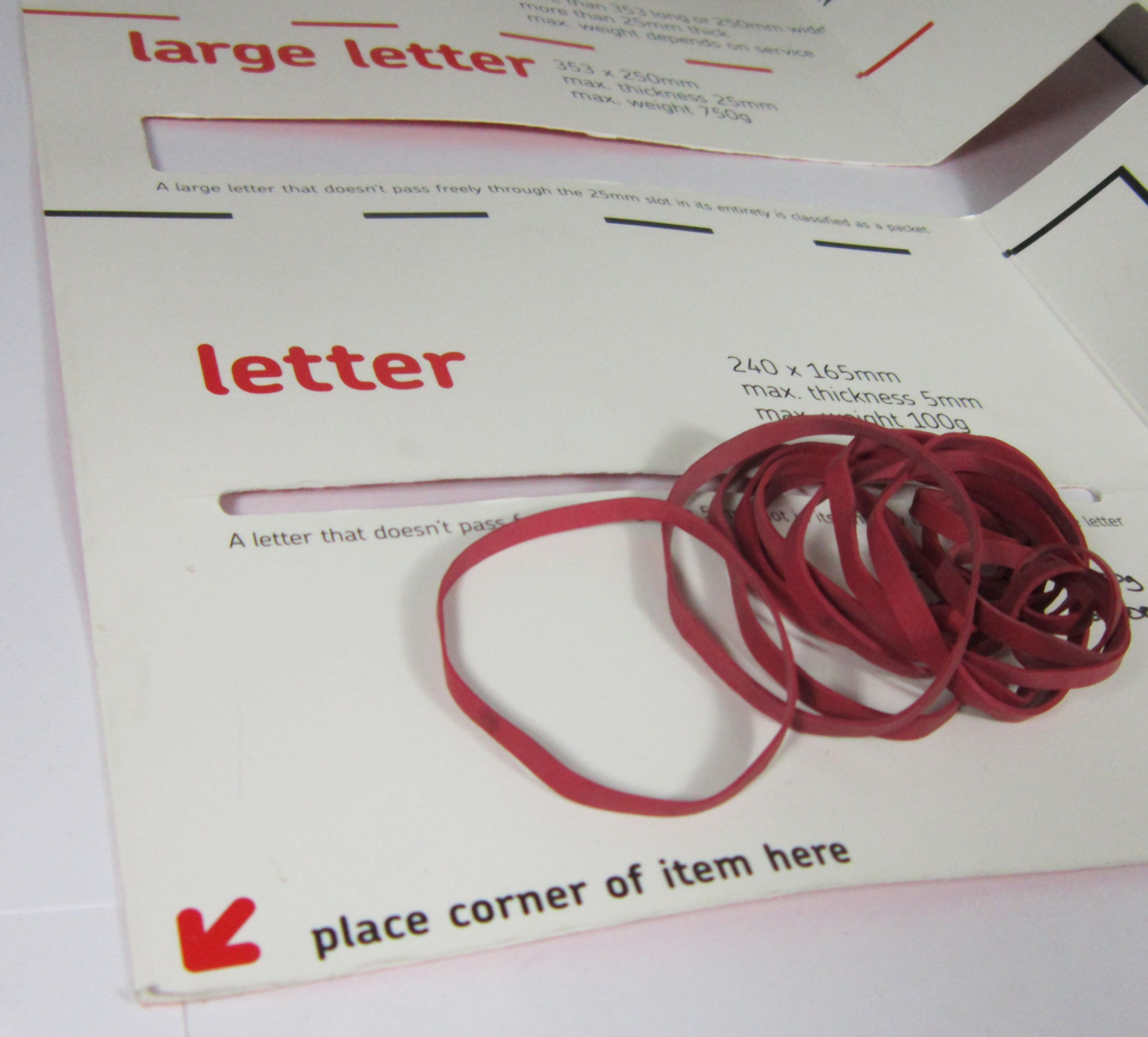
10條皇家郵政的紅橡皮筋

在2004年期間，英國民眾曾抱怨關於郵差亂丟棄習慣固定信件在一起的橡皮筋而製造垃圾，之後皇家郵政給工作人員引進了紅橡皮筋使用 : 希望紅橡皮筋比傳統的黃橡皮筋還要容易認出，而且由於只有皇家郵政會使用紅橡皮筋，所以如果工作人員不小心把橡皮筋掉下去，他們會容易看到並且撿起來。現在，皇家郵政每年使用約三億四千兩百萬條的紅橡皮筋。

## 膠筋法

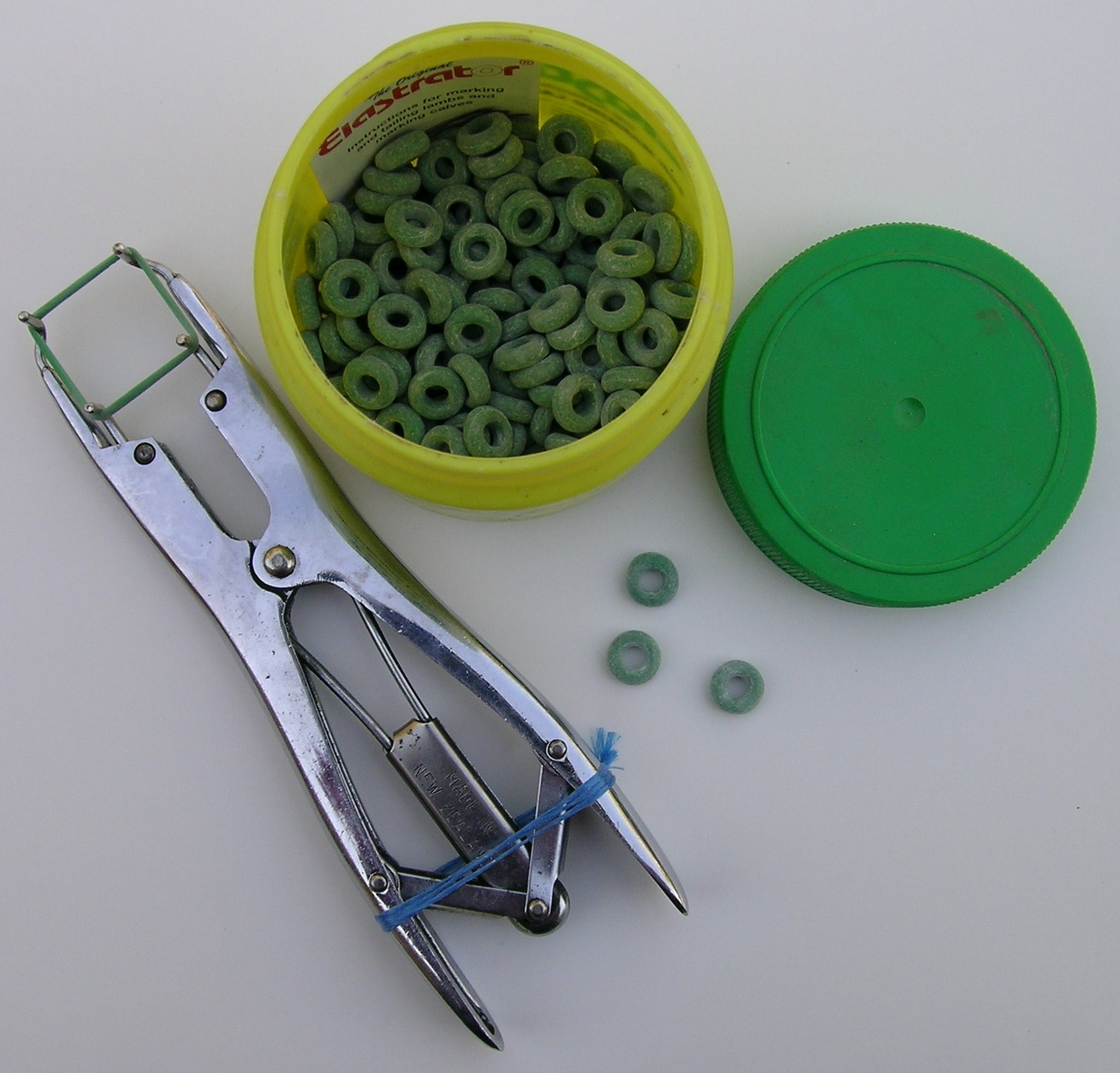
去勢與斷尾所使用的膠圈和彈力鉗

橡皮筋在畜牧業上常用來斷尾或者是公畜去勢。膠筋法是使用繃緊的橡皮筋札在希望去除的身體部位，以限制血液流動。當流到相應部位的血液減少時，內部細胞將會壞死與脫水，並最終脫落。

## 外部連結
- （英文）常見的橡皮筋術語 （页面存档备份，存于）
- （英文）非官方網站
- （英文）藉由橡皮筋工作的冰箱 （页面存档备份，存于）